# 杜茲河
杜茲河（法語：Douze，發音：[duz] ⓘ）是法國热尔省与朗德省的河流，位於該國西南部，河道全長123.6千米，发源自加扎和巴卡里斯，于蒙德马桑与米杜河汇流为米杜茲河。

## 外部連結
- Sandre数据库中的杜兹河